# Puente Internacional Alba Posse-Porto Mauá
El Puente Internacional Alba Posse - Porto Mauá será un viaducto sobre el río Uruguay que conectará las ciudades de Alba Posse en Argentina y la de Porto Mauá en Brasil. Según el Departamento Nacional de Infraestructura de Transporte de Brasil (DNIT), las obras comenzarán entre finales de 2016 y comienzos de 2017, con un plazo de ejecución de 18 meses y un costo de US$ 23,5 millones, monto que incluye la construcción del puente y de los accesos en ambos países.

## Antecedentes

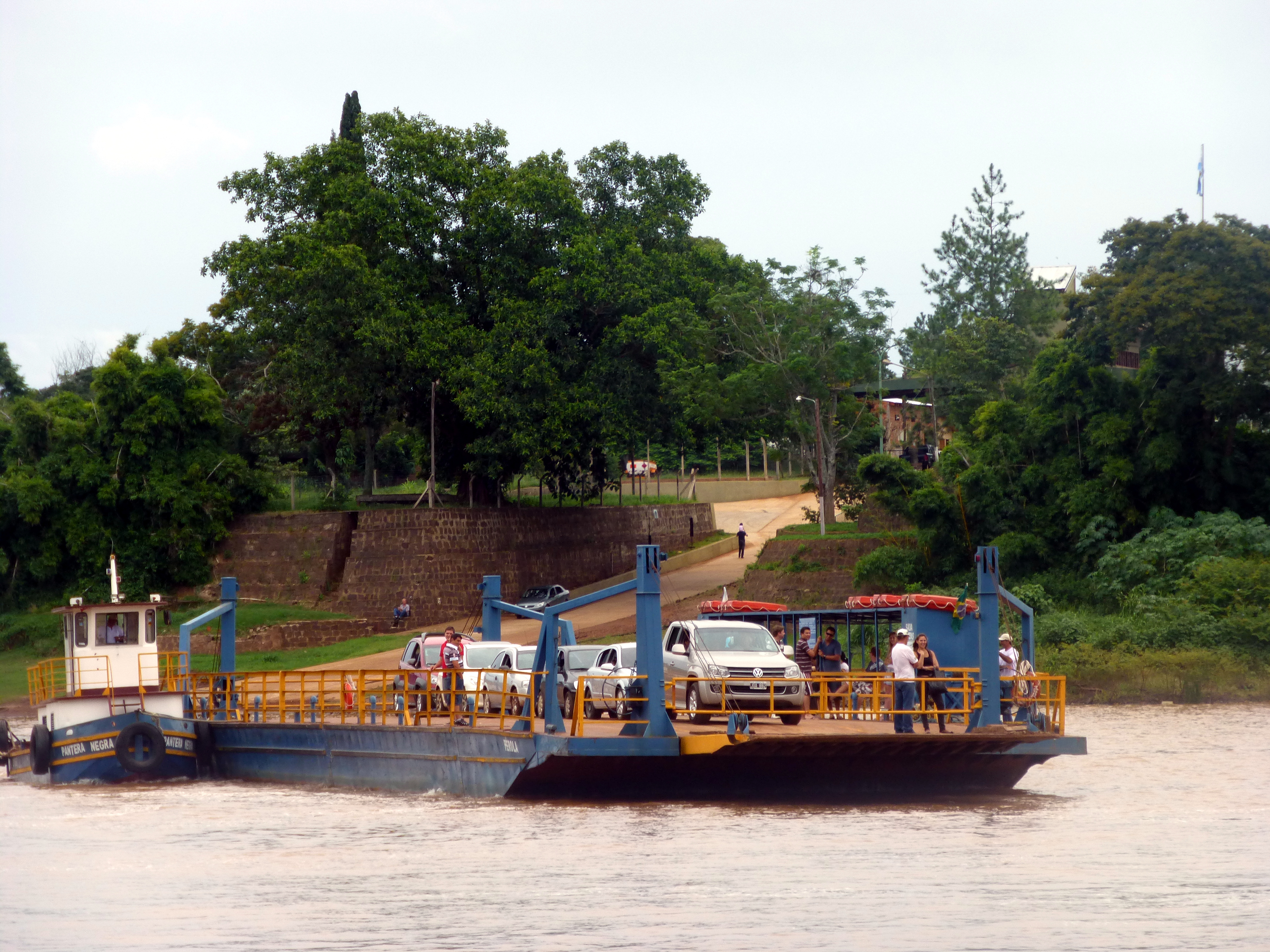
Balsa atravesando el río Uruguay.

Alba Posse, en la provincia argentina de Misiones, y Porto Mauá, en el estado brasileño de Rio Grande do Sul, se encuentran separadas por el río Uruguay. La conexión entre ambas ciudades se realiza por medio de un servicio de balsas, que operan en horarios diurnos. Este servicio se ve interrumpido en diversos momentos del año debido a las frecuentes inundaciones del Uruguay, que dejan inhabilitado el paso internacional. Cuando esto ocurre, las alternativas son el Puente de la Integración (ubicado a 242 kilómetros al sur), que une las ciudades de Santo Tomé y São Borja, o el paso de frontera seca (ubicado a 285 kilómetros al norte), que comunica las ciudades de Bernardo de Irigoyen con la de Dionísio Cerqueira.
Para incentivar la construcción del puente, diversas organizaciones llevan años peticionando ante el gobierno nacional de Argentina y el federal de Brasil. En 1959 se firmó el primer acta pro-puente en la localidad de Aristóbulo del Valle y participaron entre otros, la Fundación Pro-puente, la Fundación Zona Centro y la Cámara Regional de Industria, Producción y Comercio de Oberá (CRIPCO).
El 3 de febrero de 2012 se firmó un acuerdo en la ciudad de Foz de Iguazú entre Departamento Nacional de Infraestructura de Transportes (DNIT) de Brasil y el Ministerio de Planificación de Argentina donde las partes se comprometían a iniciar los estudios de viabilidad técnica, económica y ambiental en un plazo de 230 días. Los estudios fueron terminados a finales de 2015 y desde el DNIT se confirmó que el primer puente a construirse será el de Alba Posse-Porto Mauá con un inicio estimado de las obras para 2016 o a más tardar, principios de 2017. El proyecto además contempla, una vez finalizado este puente, la construcción de dos viaductos más entre las ciudades de San Javier-Porto Xavier y las de Alvear-Itaqui.

## Proyecto
El proyecto contempla la construcción de un puente de hormigón con vanos isostáticos de 41 metros y una extensión de 1230 metros de largo con 14 metros de ancho. Además se prevé la construcción de los accesos en ambas ciudades y la creación de un Centro Unificado de Frontera. Las obras demandarán 18 meses y el puente estará comunicado por la Ruta Provincial 103 del lado argentino y la carretera RS-344 del lado brasileño.